# Mahdishahr (shahrestan)
Mahdishahr (persiska: مَهدی‌شهر), även kallad Sangsar (سَنگسَر), officiellt Shahrestan-e Mahdishahr (شهرستان مَهدی‌شهر), är en delprovins (shahrestan) i Iran. Den ligger i provinsen Semnan, i den centrala delen av landet. Administrativt centrum är staden Mahdishahr.
Delprovinsen hade 47 475 invånare 2016.